# خطة بقاء الأنواع

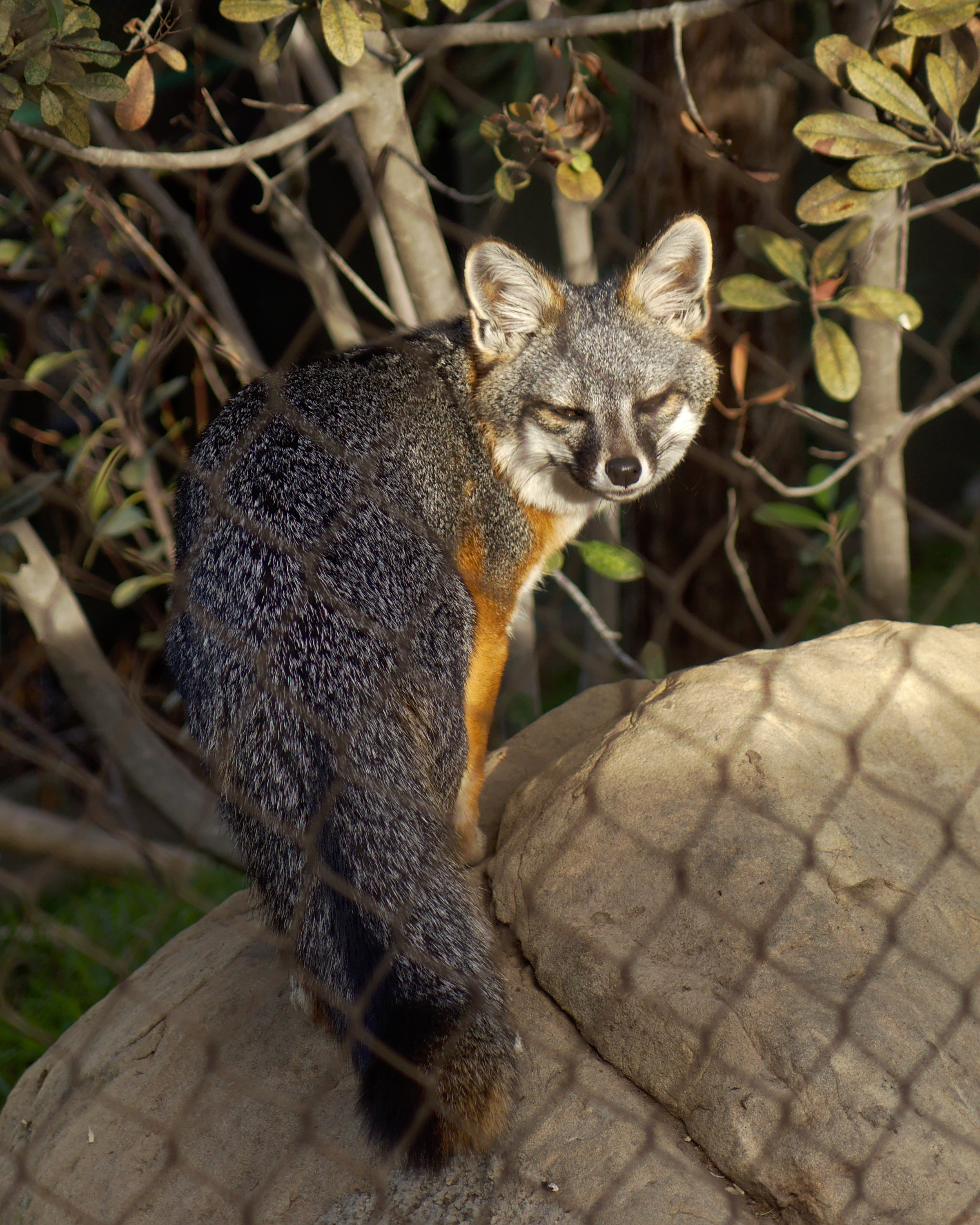

تم وضع برنامج  خطة بقاء الأنواع الأمريكية أو SSP اختصارًا بالإنجليزية في عام 1981 من قبل جمعية حدائق الحيوان وحدائق الأحياء المائية الأمريكية للمساعدة في ضمان بقاء الأنواع المختارة في حدائق الحيوان وحدائق الأحياء المائية، والتي تكون معظمها مهددة أو معرضة للخطر في البرية.

## برنامج خطة بقاء الأنواع
تركز برامج خطة بقاء الأنواع على الحيوانات التي تقع تحت خطر الإنقراض في البرية، وذلك عندما يؤمن أنصار الحفاظ على الحياة البرية في حدائق الحيوان أن برامج التربية المقيدة قد تكون فرصتهم الوحيدة للحفاظ على البقاء، وتساعد هذه البرامج أيضًا على الحفاظ على الحيوانات في صحة جيدة فضلاً عن التنوع الجيني لتعدادات الحيوانات داخل مجتمع حديقة الحيوان، وتعتمد جمعية حدائق الحيوان وحدائق الأحياء المائية حدائق الحيوان وتشارك هذه الجمعية شركاءها المحافظين على الحياة البرية والمشاركين في برنامج خطة بقاء الأنواع في إدارة مجموعات التعاون وجهود المحافظة على الأنواع التي تشمل البحوث وتعليم العامة وإعادة التعريف ومشاريع مجالات الحفاظ على البيئة الموقعية أو الميدانية. هذا ويوجد حاليًا 172 نوعًا يتم تغطيتها من قبل 116 برنامجًا من برامج خطة بقاء الأنواع الأمريكية في أمريكا الشمالية.

## الخطة الرئيسية لبرنامج خطة بقاء الأنواع
إن الخطة الرئيسية لبرنامج خطة بقاء الأنواع عبارة عن وثيقة مقدمة من قبل منسقي برنامج خطة بقاء الأنواع الأمريكية (في العموم هم مهنيون بحديقة الحيوان يعملون تحت إشراف لجنة إدارة منتخبة)  لأنواع محددة، وتحدد هذه الوثيقة أهداف التربية والتوصيات الإدارية الأخرى لتحقيق أقصى قدر من التنوع الجيني والاستقرار الديموغرافي للنوع والنقل الممنوح وقيود المساحة.

## وصلات خارجية
- AZA website

Many AZA-accredited zoos engage in SSP programs and discuss them on their websites. The following links are to a small selection of those sites: 
- Central Florida Zoo نسخة محفوظة 6 أغسطس 2012 على موقع واي باك مشين.
- Saint Louis Zoo
- San Francisco Zoo
- Fossil Rim Wildlife Center